# 生野学園中学校・高等学校
生野学園中学校（いくのがくえんちゅうがっこう）および生野学園高等学校（いくのがくえんこうとうがっこう）は、学校法人生野学園が運営する兵庫県朝来市にある私立の中学校・高等学校である。
不登校児を対象にした全寮制での教育を行っている（所謂学びの多様化学校）。1学年は約30人である。

## 沿革
- 1989年 - 高等学校を開校
- 2002年 - 中学校を開校

## 設置形態
- 中学校
- 高等学校

## クラブ活動
既存のクラブに入部するだけではなく、教員に相談した上で生徒自ら発案し、新たなクラブが作られている。
その為、継続して伝統的なものになったクラブや、中心となる生徒が卒業し消滅したクラブなど様々なクラブが存在している。

### 文化系
- AGP（アニメ・ゲーム・パフォーマンス）
- バンド
- 演劇
- 麻雀
- ロボ（ロボット制作）[注釈 1]
- 鉄道研究
- ラリロー（プラモデル）
- 写真
- 新聞[注釈 2]
- アニソン[注釈 3]

### 運動系
- 野球
- バスケットボール
- バレーボール
- バドミントン
- サッカー
- テニス[注釈 3]
- 柔道
- 少林寺拳法
- サバイバルゲーム
- ゴルフ
- 卓球[注釈 1]
- カート
- 走ろう会[注釈 1]

## 出身者
- 畑中智行（演劇集団キャラメルボックス所属俳優）

## 所在地
- 〒679-3331 兵庫県朝来市生野町栃原28-2